# Sterling Morrison
Holmes Sterling Morrison, Jr. (n. 28 august 1942 - d. 30 august 1995) a fost unul din membrii fondatori ai trupei rock The Velvet Underground, pentru care a cântat la chitară electrică și ocazional la chitară bas. De asemenea cânta și ca vocalist de fundal.
1. ↑   http://www.ihopeidiebeforeigetold.com/rock-star-birthdays-in-august.php Lipsește sau este vid: |title= (ajutor)
2. ↑  Sterling Morrison, Find a Grave, accesat în 9 octombrie 2017
3. ↑  Sterling Morrison, Discogs, accesat în 9 octombrie 2017
4. ↑  Autoritatea BnF, accesat în 10 octombrie 2015
5. ↑  CONOR.SI[*] Verificați valoarea |titlelink= (ajutor);